# جوزيف مورداونت كروك
جوزيف مورداونت كروك (بالإنجليزية: J. Mordaunt Crook)‏ مؤرخ معماري مُتخصص في العصر الجورجي والفيكتوري والمرجعية العليا على حياة وأعمال المعماري البريطاني ويليام بورجس. وُلد في 27 فبراير 1937.